# Ludovic Chorgnon
Ludovic Chorgnon, né le 22 juillet 1971 à Roanne (Loire), est un sportif français adepte d'épreuve d'ultra-endurance. Il pratique également l'ultra-triathlon. Il est particulièrement connu pour avoir enchaîné, en 2015, 41 triathlons sur distance ironman — 41 comme le numéro du Loir-et-Cher où il réside à cette époque — en 41 jours.

## Biographie
Ludovic Chorgnon naît le 22 juillet 1971 à Roanne.
Dès l'enfance, il pratique différents sports ; football, natation, cyclisme, tennis et surf. Il découvre également le marathon à l'âge de 18 ans. Ludovic est chef d’entreprise dans le secteur de la communication et des ressources humaines, il est titulaire d'une maîtrise d'informatique de gestion. Supporteur de l'A.S Saint-Étienne depuis son enfance pour leur palmarès et leur état d'esprit, il a résidé 25 ans à Vendôme avec sa femme et ses trois enfants, avant de démanager sur l'île de la Réunion en août 2021.
Son père, Georges Chorgnon, a soutenu Ludovic à faire du sport dès sa plus jeune enfance. Ancien sportif accompli en natation, cyclisme et football, il a œuvré toute sa vie pour rendre ces sports accessibles à tous. Aujourd'hui paralysé sur un fauteuil et atteint de la maladie de parkinson, d'un syndrome cérébelleux, de la maladie osseuse de Paget, les deux hommes ont réalisé l'exploit de faire un triathlon longue distance, le 30 mai 2010, à Vendôme, unis face au handicap.

## Records
Événement organisé du 1er juillet au 10 août 2015 et portant le nom de Défi 41, Ludovic Chorgnon a effectué chaque jour un triathlon de distance ironman soit de 3,8 km de nage, 180,2 km de vélo et un marathon,. Au total, cela représente : 155,8 km de nage, 7 380 km de vélo et 1 730 km de course à pied. Le record lui-même est surnommé le Défi 41. Il accède ainsi au Guinness des records,. Il détient, avec cette réalisation, le record du plus grand nombre de triathlons sur distance ironman consécutifs et également celui du plus grand nombre réalisé dans une même année, avec 44 triathlons ironman. Ces deux records étant en 2023 les seuls titres homologués par le Guinness World Records.
Il a sollicité lui-même des contrôles antidopage réguliers. Sur le plan médical et pendant le record, il était suivi par le docteur Alain Aumarechal.
Durant 41 jours, huit kinésithérapeutes se sont relayés avec un massage de 1 h 30 à 2 h par jour en fonction de ses besoins physiques.
Ludovic Chorgnon a brûlé quotidiennement de 8 000 à 9 000 kilocalories.
Distances et détails :
- 155,8 km de natation à la piscine municipale des Grands Prés, à Vendôme.
- 7 380 km de vélo : 328 boucles de 22,5 km allant de Vendôme à Renay.
- 1 730 km à pied : 7 boucles d’un parcours de 6 km incluant 6 km au cœur de Vendôme.
- Budget : 154 800 € financé par des partenaires privés et publics[14].
- Homologation au Livre Guinness des records[15].
- Chaque jour, une association caritative est mise à l'honneur pour qu'elle collecte des fonds grâce à ce moment de visibilité[16].

## Autres épreuves
Le 29 août 2020 à Morillon, il réalise un triathlon sur distance ironman avec un dénivelé cumulé vélo, course à pied de 10 534 m, il termine l'épreuve dont il est le seul participant en 24 h 19 min 44 s. Une épreuve réalisée dans des conditions difficiles avec une température variant entre 3 et 11 °C, de la pluie sans discontinuer, du brouillard et du vent en altitude, la presse locale qualifie le résultat de « record du monde » sans citer d'organisme certificateur.
Le 25 février 2022, sur le Cercle Polaire, en Finlande, il réalise un triathlon sur distance ironman par des températures inférieures à zéro degré. Il réalise la première de ce qu'il nomme un Iron Cold en 20 h 45 min 42 s 1 h 29 min de natation, 11 h 35 min de vélo et 6 h 26 min de course à pied.
Le 12 juillet 2022, dans la Vallée de la Mort, aux États-Unis, il réalise un triathlon sur distance ironman par des températures supérieures à cinquante degrés. Il réalise la première de ce qu'il nomme un Iron Hot en un peu plus de 27 h, 1 h 13 min de natation, 11 h 15 min de vélo et 12 h 50 min de course à pied.
Le 6 novembre 2023, dans la région du lac Tso Kar (en) au Ladakh (Inde), il réalise la première de ce qu'il nomme un Iron High en 37 h 12 min 45 s, victime de grosses difficultés respiratoires durant son défi sous le contrôle de l'arbitre international de triathlon, Thomas Mantelli .
Ludovic Chorgnon a bouclé les courses à pied les plus dures au monde dans toutes sortes de conditions :
- 10 Diagonales des Fous (traversée de 165 km de l’île de la Réunion)[24]
- 1 Ultramarathon de Badwater (216 km d’une traite dans la Vallée de la mort par 55 degrés)
- 1 Spartathlon (245 km non-stop en Grèce)
- 1 Ultr'Ardêche (217 km non-stop en Ardèche)
- 2 Marathon des Sables (250 km en autosuffisance dans le désert Marocain)
- 1 Grand Raid Sahara (250 km dans le désert Mauritanien)
- 1 Everest Sky Race (250 km au Népal entre 5 et 6 000 m d’altitude)
- 1 Annapurna Mandala Trail au Mustang (250 km au Népal entre 4 et 5 000 m d'altitude)
- 1 Ascension du Kilimandjaro en courant (5 895 m d’altitude en Tanzanie)
- 2 Embrunman (3,8 km de natation, 188 km de vélo et 42,2 km de course à pied dans les Alpes)
- 1 Altriman (3,8 km de natation, 190 km de vélo et 42,2 km de course à pied dans les Pyrénées)
- 1 Brutal Extreme Triathlon - le Double Ironman du Pays de Galles (7,6 km de natation, 360 km de vélo et 84,4 km de course à pied)
- 1 Evergreen 228, (4 km de natation, 190 km de vélo et 42,1 km de course à pied avec 7 850 m de dénivelé positif)
- 1 Comrades (plus ancien ultra au monde en Afrique du Sud)
- 1 Himal Race (900 km entre Tibet et Népal entre 5 et 6 000 m d’altitude)
- 1 Rovaniemi 150 (150 km sur le Cercle Polaire par -30 à -40 °C)[25]
- 1 Rovaniemi 300 (314 km sur le Cercle Polaire par -30 à -40 °C)
- 1 Swisspeaks 360 (364 km et 26 000 m+ dans les Alpes suisses)
- 1 Enduroman (140 km de course à pied, traversée de la Manche à la nage, environ 34 km, 300 km de vélo)[26]